# Кусеїн Есенкожоєв
Кусеїн Есенкожоєв (20 травня 1920, с. Ічке-Булун (нині Джеті-Огузьського району Іссик-Кульської області Киргизстану) — 15 березня 1944) — радянський киргизький прозаїк і поет, перекладач. Член Спілки письменників СРСР (з 1939). Перший киргизький письменник-фантаст. Герой Другої світової війни. Нагороджений Орденом Червоної Зірки та Медаллю «За відвагу».

## Біографія
Син мулли. Рано залишився сиротою і виховувався в сім'ї дядька.
У 1938 році з відзнакою закінчив педагогічне училище та продовжив навчання в педагогічному інституті. Після училища працював редактором в киргизькому державному видавництві, був завідувачем секції дитячої літератури. Учасник Німецько-радянської війни.
Залишивши навчання на 3-му курсі інституту, добровольцем вступив до лав Червоної Армії. Був направлений на прискорені командирські курси в Алма-Аті. Після курсів, отримавши звання лейтенанта, 14 грудня 1941 року був відправлений на фронт. Командир мінометного взводу. Воював під Калугою, під Донецьком, учасник Битви за Дніпро. Мав поранення. Нагороджений Орденом Червоної Зірки та Медаллю «За відвагу».
15 березня 1944 року загинув на передовій.

## Творчість
Кусеїн Есенкожоєв — автор низки творів і перекладів для дітей та юнацтва, фантастичних творів. Дебютував, опублікувавши свої оповідання латиницею в Казані.

Кусеїн Есенкожоєв з письменниками А. Фадєєвим і В. Гросманом, Одеса, 1939 рік

У 1937 році у своєму творі описує політ у космос людини і собаки, на апараті кулястої форми, чим, на думку, киргизьких літературних критиків, заздалегідь передбачив перші польоти в космос собак і людини.
Займався Кусеїн і перекладами киргизькою віршів і прози російських та інших авторів, зокрема, Пушкіна, Лермонтова, Чуковського, Михалкова, Джонатана Свіфта, Байрона та ін.
У 1939 році в Одесі Кусеїн був прийнятий до лав Спілки письменників СРСР. Вже після смерті письменника побачили світ його збірки «Полум'яна юність» (1952), «Оповідання і вірші» (1957), «Вибране» (1972), «Птахи нашої землі» — (1989, 1990), збірники «Кусеїн Есенкожоев» і «Наш Кусеїн» (2011). У 2012 році твори Кусеїна Есенкожоєва вийшли окремою збіркою.
Есенкожоєв прожив коротке життя. З його небагатьох фантастичних творів з киргизької на російську мову були перекладені лише одиниці. Цим пояснюється повне незнання російськомовним читачем його творів.
Є тільки чотири видання творів письменника російською мовою:
- Хлопчик-мандрівник: Фантастичне оповідання: Для мол. шк. віку / Кусеїн Есенкожоєв ; [Худож. М. Бекжанов], 24 с. кол. іл. 25 см, 2-е изд, Фрунзе, Мектеп, 1984.
- Птахи нашої землі: Вірші: Для дошк. віку / Кусеїн Есенкожоєв ; [Худож. У. Осмоєв], 26,[2] с. кол. іл. 22 см. — Фрунзе, Адабият, 1989.
- Птахи нашої землі: Вірші: Для дітей дошк. віку / Кусейїн Есенкожоєв ; Переклад з кірг. Х. Муслімова; [Худож. У. Осмоєв], 22,[7] с. кол. іл. 22 див. — Фрунзе, Адабіят, 1990.
- Третя куля / Переклад на російську Ж. Буржубаєва // Еридиана: Фантастичні повісті та оповідання письменників Киргизії. — Фрунзе, Киргизстан, 1990.

## Пам'ять
У Киргизстані пам'ятають про першого письменника-фантаста. На його честь названі школи, вулиці. У його рідному селі було відкрито пам'ятник письменнику. У рік 90-річчя з дня народження в пресі були опубліковані статті та мемуари, присвячені Кусеїну Есенкожоєву.

## Вибрана бібліографія
- «Шарше» (оповідання, 1937)
- «Хлопчик-мандрівник» (оповідання, 1937)
- «Третя куля» (оповідання, 1937)
- «Син Батьківщини» (1938)
- «Таємниця крилатих» (1939)
- «Полум'яна юність» (1952)
- «Оповідання та вірші» (1957)
- «Вибране» (1972)
- «Птахи нашої землі» (1989 і 1990)
- «Кусеїн Есенкожоєв» (2011)
- «Наш Кусеїн» (2011).

## Нагороди
- Орден Червоної Зірки
- Медаль «За відвагу»